# Harbansus vatrax
Harbansus vatrax is een mosselkreeftjessoort uit de familie van de Philomedidae. De wetenschappelijke naam van de soort is voor het eerst geldig gepubliceerd in 1995 door Kornicker.